# Artemisia thuscula
Artemisia thuscula är en växtart i släktet malörter och familjen korgblommiga växter. Arten beskrevs av Antonio José Cavanilles.

## Utbredning
Arten är endemisk på Kanarieöarna.